# Klondike (1932)
Klondike ist ein Film aus dem Jahr 1932 nach einer Erzählung von Tristram Tupper.

## Handlung
Der Arzt Dr. Robert Cromwell hat bei einer gewagten Operation einen Patienten verloren. Er wird angeklagt und verliert seine Reputation. Daher beschließt er, seine Praxis aufzugeben und seine Heimat zu verlassen. Unterwegs liest er eine Zeitungsnachricht, ihm sei seine ärztliche Zulassung entzogen worden. Das kleine Flugzeug, in dem er mit Donald Evans unterwegs ist, gerät in der Gegend von Vancouver in Not. Es verliert immer mehr an Höhe, rast schließlich im Schneetreiben in einen Wald und kracht gegen einen Baum. Evans kommt dabei ums Leben, Cromwell überlebt verletzt und macht sich zu Fuß auf, um Hilfe zu finden. Tatsächlich entdeckt ihn ein Mann, der mit einem Hundeschlitten unterwegs ist, und bringt ihn nach Klondike ins Haus der Familie Armstrong. Diese besteht aus Mark Armstrong und dessen Sohn Jim sowie dessen Verlobter, der blonden Klondike, die im Laden der Armstrongs bedient und Cromwell betreut, bis es ihm wieder besser geht.
Jim, ein technisch begabter junger Mann, ist an einem ähnlichen Leiden erkrankt wie der Patient, den Cromwell verloren hat. Er sitzt bereits im Rollstuhl, kann eine seiner Hände nicht mehr gebrauchen und nur noch ein Auge nutzen. Sein Tod ist absehbar, falls er nicht operiert wird. Über das Radio haben die Armstrongs und Klondike von dem Flugunfall erfahren. Nachdem sie herausgefunden haben, dass nicht Evans, wie sie zunächst geglaubt haben, sondern Cromwell unter ihrem Dach gelandet ist, dringen sie in ihn, Jim zu operieren. Cromwell wehrt sich zunächst mit dem Argument dagegen, dass er keine Zulassung mehr habe und die Operation sehr riskant sei. Mark wirft ihm vor, ein Auge auf Klondike geworfen zu haben und deshalb Jim nicht helfen zu wollen; Klondike erklärt ihm, sie liebe Jim und wolle ihn heiraten, wenn er geheilt sei. Schließlich lässt sich Cromwell überreden und nimmt unter primitiven Bedingungen die Operation am Kopf des Patienten vor. Klondike und ein Bekannter namens Tom assistieren ihm dabei. Jim übersteht die Operation. Während er am Aufwachen ist, hört er, wie Tom sagt, Cromwell habe ihn nur operiert, weil er nicht gegen einen hilflosen Mann kämpfen wolle. Wenn Jim aber gesund sein werde, werde Cromwell sicher mit ihm um Klondike kämpfen.
Jim gibt daher vor, nach der Operation seine Sprache verloren zu haben, was Cromwell erstaunt, weil er es sich medizinisch nicht erklären kann. In den nächsten Tagen sind immer wieder beunruhigende Nachrichten aus dem Radiolautsprecher zu hören: Es sei bekannt, dass der Mörder Cromwell sich in Alaska verstecke. Cromwell will das Haus der Armstrongs verlassen, doch Klondike überredet ihn, vorerst noch zu bleiben. Als Cromwell eines Abends seine Notizen zu dem Fall Jim Armstrong durchsieht, fällt ihm eine Passage auf, in der er notiert hat, dass Jims Atem und andere Geräusche durch die dünnen Wände des Hauses zu hören waren und er im Schlaf vor sich hingemurmelt hat. Er beginnt an der Wand zu horchen und nimmt schließlich seltsame Geräusche wahr. Daraufhin kontrolliert er Jims Zimmer und stellt fest, dass dieser nicht in seinem Bett liegt. Er findet ihn schließlich in seiner Werkstatt vor – ohne Rollstuhl und auch, wie Jim gleich beweist, durchaus fähig zu sprechen. Jim versetzt dem Arzt einen Stromstoß und knebelt und fesselt ihn. Er erklärt ihm, dass er es war, der mit verstellter Stimme die angeblichen Radionachrichten gesprochen hat, und zeigt ihm den Schalter, den man umlegen muss, um das Mikrophon dafür in Betrieb zu nehmen. Nun werde er ihn als Strafe dafür, dass er mit Menschen experimentiert habe, zu Tode foltern. Cromwell gelingt es aber in einem unbeobachteten Moment, den Schalter für das Mikrophon umzulegen, so dass Klondike durch die Laute, die aus dem Radiolautsprecher dringen, alarmiert wird. Sie stürzt verzweifelt zur Tür der Werkstatt und bittet Jim, diese zu öffnen. Schließlich tritt ihr Jim entgegen, gefolgt von dem Arzt, der erklärt, dass Jim nun wieder an Körper und Geist unversehrt sei.
In den Schlusssequenzen des Films sieht man Cromwell wieder in seiner Praxis im Gespräch mit einer Journalistin, die schon zu Zeiten der Skandalgeschichte über den verstorbenen Patienten versucht hat, eine Exclusivstory von ihm zu bekommen. Er erklärt ihr, dass er in Klondike Gold gefunden habe, und stellt ihr dieses Gold in Gestalt Klondikes vor, die Jim Armstrong offenbar verlassen und sich für den Arzt entschieden hat.

## Verbreitung
Der Film kam in den USA am 30. August 1932 in die Kinos; in London einige Wochen später. Im Vereinigten Königreich lief er unter dem Titel The Doctor's Sacrifice, in Dänemark wurde er als Klondyke gezeigt.

## Rezeption
Tara Neilson hob besonders die Leistung Priscilla Deans hervor, die die Journalistin spielte und deren letzter Film Klondike war. Sie zählte außerdem im Alaskan Movie Review zahlreiche Fehler in dem Film auf. Es sei völlig unrealistisch, die Heldin während eines Winters in Alaska leicht bekleidet in riesigen Räumlichkeiten, die nur mit Kleinholz in winzigen Öfen beheizt würden, agieren zu lassen („The lodge is operating full scale deep in winter, with huge, spacious ceilings and wide open rooms which they're heating with small armloads of small sticks of wood in a small stove as the heroine drifts about the place in thin, short dresses and skimpy negliges. Fail“). Weniger fernliegend sei die Ansammlung erstaunlicher Dinge im Basisgeschoss der Hütte, einschließlich des verrückten Wissenschaftlers, der nicht davor zurückschrecke, „Experimente“ an Gästen vorzunehmen und diese gar zu töten, selbst einen Gast, der ihm gerade Gesundheit und Beweglichkeit zurückgegeben habe, nur um das umworbene Mädchen zu bekommen („The lodge has a basement full of crazy gizmos complete with a mad scientist who doesn't balk at "experimenting" on and even killing the guests of said lodge, even a guest who just restored him to health and mobility, in order to get the girl. PASS!!!“). Dies gleiche die Fehler, die in Bezug auf die Lokalität gemacht worden seien, wieder aus und mache die „Alaskahaftigkeit“ des Films völlig glaubhaft. („You might think that failing four out of five points would make the movie utterly un-Alaskan, but you'd be wrong. The final point makes up for all the rest and completely sells the Alaskan-ness of this film.“)
Der Stoff wurde 1942 noch einmal unter dem Titel Klondike Fury von William K. Howard mit Edmund Lowe verfilmt.